# Xavi Fernández
Javier « Xavi » Fernández Fernández, né le 12 février 1968 à L'Hospitalet de Llobregat, en Espagne, est un joueur espagnol de basket-ball. Il évolue au poste d'ailier.

## Carrière

### Palmarès
- Champion d'Espagne 1995, 1996, 1997, 1999 (FC Barcelone)
- Vainqueur de la Coupe Korać 1999 (FC Barcelone)